# Romilly-sur-Andelle
Romilly-sur-Andelle is een gemeente in het Franse departement Eure (regio Normandië). De plaats maakt deel uit van het arrondissement Les Andelys. Romilly-sur-Andelle telde op 1 januari 2022 3.227 inwoners.

## Geografie
De oppervlakte van Romilly-sur-Andelle bedroeg op 1 januari 2022 8,53 vierkante kilometer; de bevolkingsdichtheid was toen 378,3 inwoners per km².

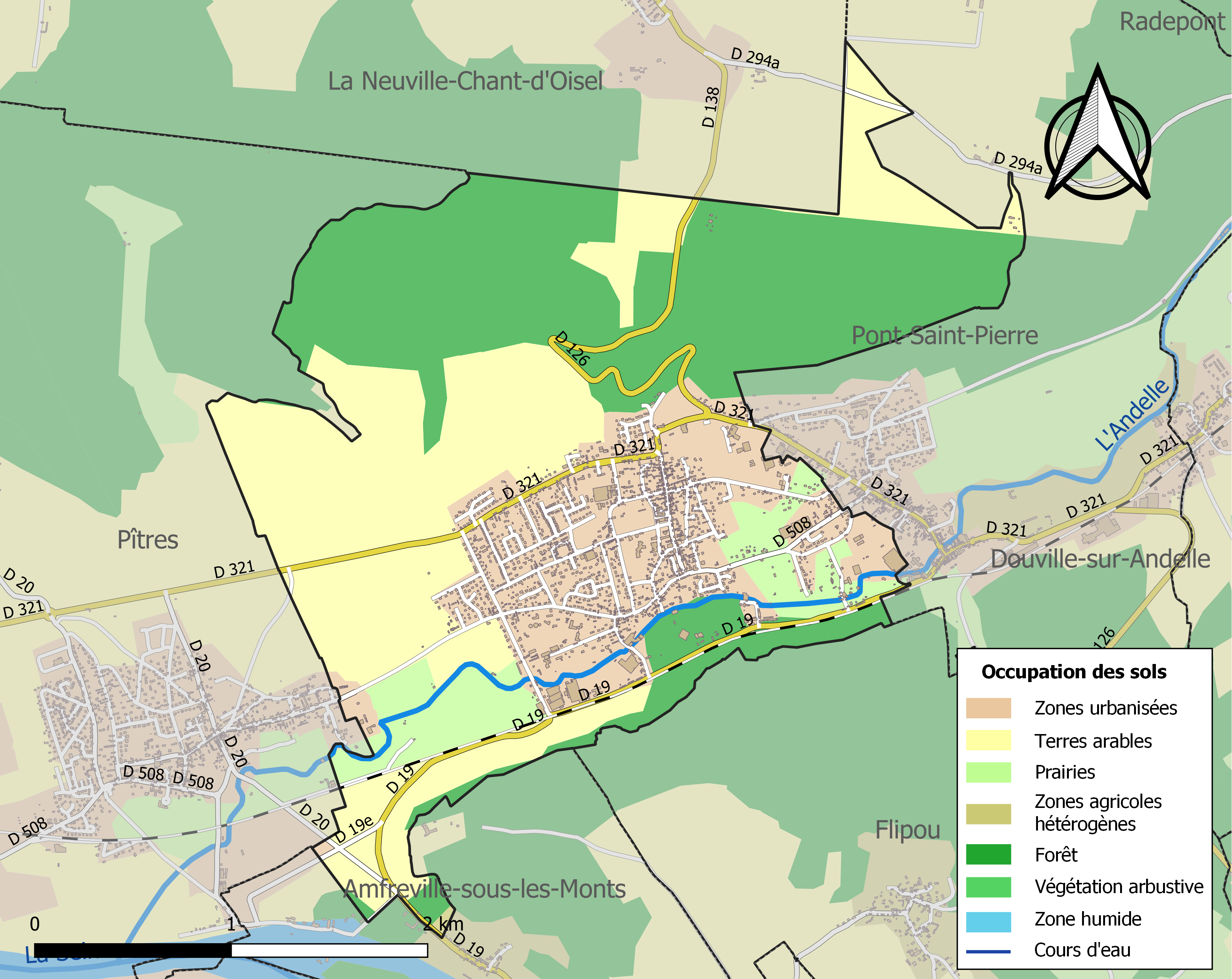
Kaart van de gemeente met belangrijkste infrastructuur, bodemgebruik en omliggende gemeenten

## Demografie
Onderstaande figuur toont het verloop van het inwonertal (bron: INSEE-tellingen).